# Aigle Noir Athlétique Club
L'Aigle Noir Athlétique Club, noto anche semplicemente Aigle Noir o con l'acronimo ANAC, è una società di calcio haitiana, con sede a Port-au-Prince.

## Storia
La squadra è stata fondata il 27 gennaio 1951. Nella sua storia ha vinto 5 Coupe Pradel ed una Coupe Vincent, antesignane del Championnat National D1.
Ha partecipato a tre edizioni della CONCACAF Champions' Cup. Nel 1971 si ritirò al primo turno, mentre nel torneo seguente fu eliminato al primo turno dai connazionali del Don Bosco. Nel 1984 la squadra fu eliminata al primo turno dagli antillani del Victory Boys.
Nel 2006 partecipa alla CFU Club Championship 2006-2007, non riuscendo a superare la fase a gironi. Nel 2011 si aggiudica invece la Super Huit haitiana.

## Palmarès

### Competizioni nazionali
- Coupe Praedel: 5

1953, 1955, 1959, 1970, 1974-1975
- Coupe Vincent: 1

1960
- Super Huit: 1

2010-2011